# Footballeur est-allemand de l'année
 (mars 2019).
Si vous disposez d'ouvrages ou d'articles de référence ou si vous connaissez des sites web de qualité traitant du thème abordé ici, merci de compléter l'article en donnant les références utiles à sa vérifiabilité et en les liant à la section « Notes et références ».
Le titre de footballeur est-allemand de l'année est attribué en RDA depuis 1963.
Les joueurs éligibles sont tous les footballeurs est-allemands, et les footballeurs évoluant en DDR-Oberliga.
Hans-Jürgen Dörner et Jürgen Croy ont été honorés à trois reprises, ce qui constitue un record.

## Footballeur est-allemand de l'année (Allemagne de l'Est)
Le titre est attribué entre 1963 et 1991.
| Année | Joueur                 | Club                   |
| ----- | ---------------------- | ---------------------- |
| 1963  | Manfred Kaiser         | Wismut Karl-Marx-Stadt |
| 1964  | Klaus Urbanczyk        | Chemie Halle           |
| 1965  | Horst Weigang          | SC Leipzig             |
| 1966  | Jürgen Nöldner         | Vorwärts Berlin        |
| 1967  | Dieter Erler           | FC Karl-Marx-Stadt     |
| 1968  | Bernd Bransch          | Chemie Halle           |
| 1969  | Eberhard Vogel         | FC Karl-Marx-Stadt     |
| 1970  | Roland Ducke           | FC Carl Zeiss Jena     |
| 1971  | Peter Ducke            | FC Carl Zeiss Jena     |
| 1972  | Jürgen Croy            | Sachsenring Zwickau    |
| 1973  | Hans-Jürgen Kreische   | Dynamo Dresden         |
| 1974  | Bernd Bransch          | FC Carl Zeiss Jena     |
| 1975  | Jürgen Pommerenke      | 1.FC Magdebourg        |
| 1976  | Jürgen Croy            | Sachsenring Zwickau    |
| 1977  | Hans-Jürgen Dörner     | Dynamo Dresden         |
| 1978  | Jürgen Croy            | Sachsenring Zwickau    |
| 1979  | Joachim Streich        | 1.FC Magdebourg        |
| 1980  | Hans-Ulrich Grapenthin | FC Carl Zeiss Jena     |
| 1981  | Hans-Ulrich Grapenthin | FC Carl Zeiss Jena     |
| 1982  | Rüdiger Schnuphase     | FC Carl Zeiss Jena     |
| 1983  | Joachim Streich        | 1.FC Magdebourg        |
| 1984  | Hans-Jürgen Dörner     | Dynamo Dresden         |
| 1985  | Hans-Jürgen Dörner     | Dynamo Dresden         |
| 1986  | René Müller            | Lokomotive Leipzig     |
| 1987  | René Müller            | Lokomotive Leipzig     |
| 1988  | Andreas Thom           | BFC Dynamo Berlin      |
| 1989  | Andreas Trautmann      | Dynamo Dresden         |
| 1990  | Ulf Kirsten            | Dynamo Dresden         |
| 1991  | Torsten Gütschow       | Dynamo Dresden         |
|       |                        |                        |